# (18100) Lebreton
Pour les articles homonymes, voir Lebreton.
(18100) Lebreton est un astéroïde de la ceinture principale.

## Description
(18100) Lebreton est un astéroïde de la ceinture principale. Il fut découvert par le programme LONEOS le 6 juin 2000 de l'observatoire Lowell à la station Anderson Mesa. Il présente une orbite caractérisée par un demi-grand axe de 2,26 UA, une excentricité de 0,173 et une inclinaison de 3,465° par rapport à l'écliptique.
Il fut nommé en hommage à Jean-Pierre Lebreton (né en 1949), du département spatial ESTEC de l'ESA, scientifique sur le projet de la sonde Huygens.

## Compléments